# Vương Vinh
Vương Vinh (tiếng Trung giản thể: 王荣, bính âm Hán ngữ: Wáng Róng, sinh tháng 4 năm 1958, người Hán) là chuyên gia nông học, chính trị gia nước Cộng hòa Nhân dân Trung Hoa. Ông hiện là Bí thư Đảng tổ, Chủ tịch Chính Hiệp Quảng Đông, là Ủy viên dự khuyết Ủy ban Trung ương Đảng Cộng sản Trung Quốc khóa XVII, XVIII. Ông từng là Thường vụ Tỉnh ủy Quảng Đông, Bí thư Thành ủy Thâm Quyến, Thị trưởng Thâm Quyến; Thường vụ Tỉnh ủy Giang Tô, Bí thư Thị ủy Tô Châu.
Vương Vinh là đảng viên Đảng Cộng sản Trung Quốc, học hàm, học vị là Nghiên cứu viên, Giáo sư, Tiến sĩ Nông học. Ông có sự nghiệp 20 năm học tập và nghiên cứu về kinh tế nông nghiệp ở Nam Kinh rồi bước vào chính trường ở Giang Tô và Quảng Đông.

## Xuất thân và giáo dục
Vương Vinh sinh tháng 4 năm 1958 tại huyện Tân Hải nay thuộc địa cấp thị Diêm Thành, tỉnh Giang Tô, Cộng hòa Nhân dân Trung Hoa. Ông lớn lên và tốt nghiệp cao trung ở Tân Hải năm 1975, thuộc diện thanh niên tri thức trong phong trào Vận động tiến về nông thôn, được điều về công xã Thiên Trường (天场公社) trong huyện Tân Hải làm thành viên của đội bổ sung lao động địa phương trong 3 năm cho đến khi phong trào nông thôn chính thức chấm dứt. Tháng 9 năm 1978, ông thi cao khảo và đỗ Học viện Nông nghiệp Nam Kinh (nay là đại học NJAU), tới thủ phủ Nam Kinh nhập học Khoa Kinh tế nông nghiệp và tốt nghiệp Cử nhân chuyên ngành Quản lý kinh tế nông nghiệp vào tháng 7 năm 1982. Ngay sau đó, ông thi đỗ chương trình sau đại học ở NJAU, nhận bằng Thạc sĩ Quản lý kinh tế nông nghiệp năm 1985, tiếp tục là nghiên cứu sinh và trở thành Tiến sĩ Nông học vào năm 1988. Vương Vinh được kết nạp Đảng Cộng sản Trung Quốc vào tháng 10 năm 1976 khi còn là thành viên trong phong trào nông thôn địa phương.

## Sự nghiệp

### Giang Tô
Năm 1988, sau khi trở thành Tiến sĩ Nông học, NJAU trở thành Đại học Nông nghiệp Nam Kinh, ông được trường giữ lại làm giảng viên ở Khoa Kinh tế nông nghiệp, được phong chức danh Phó Giáo sư trong cùng năm. Một năm sau đó, ông được bổ nhiệm lmaf Phó Viện trưởng Học viện Kinh tế và Thương mại của NJAU, là Trợ lý Hiệu trưởng NJAU từ 1990. Từ tháng 10 năm 1991 đến tháng 6 năm 1992, ông được cử sang Hà Lan theo khoản trợ cấp du học do Nhà nước tài trợ, với tư cách là học giả thỉnh giảng cấp cao ở Đại học Tilburg để nghiên cứu hợp tác và tiến tu, khi về nước thì được phân công thêm làm Chủ nhiệm Văn phòng Hiệu trưởng và phong chức danh Giáo sư. Đến 1994, ông được bổ nhiệm làm Phó Hiệu trưởng NJAU, giữ chức vụ này đến cuối năm 1997, gắn bó với trường Nam Kinh gần 20 năm cả học tập lẫn giảng dạy.
Tháng 11 năm 1997, Vương Vinh được điều tới Viện Khoa học nông nghiệp Giang Tô – đơn vị sự nghiệp công lập trực thuộc Chính phủ Nhân dân tỉnh Giang Tô, nhậm chức Viện trưởng, Phó Bí thư Đảng tổ, đồng thời nhận chức danh Nghiên cứu viên tương đương Giáo sư. Năm 1999, ông kiêm nhiệm là Phó Bí thư Đảng tổ, Phó Sảnh trưởng Sảnh Nông Lâm Giang Tô, đến năm 2000 thì chuyển hẳn tới Chính phủ Giang Tô nhậm chức Bí thư Đảng tổ, Sảnh trưởng Sảnh Giáo dục, kiêm Bí thư Ủy ban Công tác giáo dục tỉnh. Năm 2001, ông được điều tới địa cấp thị Vô Tích nhậm chức Phó Bí thư Thị ủy, được bổ nhiệm làm Bí thư Đảng tổ, Thị trưởng Vô Tích, sau đó 2 năm thì đảm nhiệm vị trí Bí thư Thị ủy. Năm 2004, ông được bầu vào Ban Thường vụ Tỉnh ủy Giang Tô, cấp phó tỉnh, phân công làm Bí thư Thị ủy Tô Châu.

### Quảng Đông
Tháng 10 năm 2007, Vương Vinh tham gia Đại hội Đảng Cộng sản Trung Quốc lần thứ XVII, được bầu làm Ủy viên dự khuyết Ủy ban Trung ương Đảng Cộng sản Trung Quốc khóa XVII. Đến tháng 6 năm 2009, Ủy ban Trung ương Đảng quyết định điều động ông tới Quảng Đông, chỉ định vào Ban Thường vụ Tỉnh ủy Quảng Đông, nhậm chức Phó Bí thư Thành ủy, được bổ nhiệm làm Bí thư Đảng tổ, Thị trưởng Chính phủ Thâm Quyến, thay thế cho Thị trưởng Hứa Tông Hoành – người bị cách chức vì vi phạm kỷ luật Đảng Cộng sản về tham nhũng. Ông giữ chức này tròn 1 năm thì trở thành Bí thư Thành ủy Thâm Quyến, kiêm Bí thư thứ nhất Đảng ủy Khu Cảnh bị thành phố từ 2010, lãnh đạo thành phố dưới nhiệm kỳ của Uông Dương. Ngày 8 tháng 11 năm 2012, tại Đại hội Đảng Cộng sản Trung Quốc khóa XVIII, ông tiếp tục được bầu làm Ủy viên dự khuyết Ủy ban Trung ương Đảng Cộng sản Trung Quốc khóa XVIII nhiệm kỳ 2012–17. Ngày 10 tháng 2 năm 2015, Vương Vinh được bầu làm Chủ tịch Ủy ban Quảng Đông Hội nghị Hiệp thương Chính trị Nhân dân Trung Quốc, cấp chính tỉnh, được miễn nhiệm các chức vụ ở Ban Thường vụ Tỉnh ủy Quảng Đông và Thành ủy Thâm Quyển từ tháng 3. Năm 2017, ông tham gia Đại hội Đảng Cộng sản Trung Quốc lần thứ XIX nhưng không còn được bầu làm Ủy viên, đến cuối năm 2022 thì tiếp tục tham gia Đại hội lần thứ XX từ đoàn đại biểu Quảng Đông.

## Công trình
Trong sự nghiệp nghiên cứu nông học của mình ở Đại học Nông nghiệp Nam Kinh và Viện Khoa học nông nghiệp Giang Tô, Vương Vinh đã xuất bản những công trình khoa học, chủ biên đề tài khoa học, trong đó có:
- Vương Vinh (1995); Tuyên Á Nam. 关于高校技术转让归口管理问题. Quản lý Phát triển và Nghiên cứu NJAU.
- Vương Vinh (chủ biên, 2000); Trần Hòa Dân; Tuyên Á Nam. 新的农业科技革命与江苏农业现代化. Đề án dự án khoa học mềm Giang Tô.
- Vương Vinh (chủ biên, 2002); Tuyên Á Nam; 绿色贸易保护与中国外向型农业发展. Nhà xuất bản Nhân dân Giang Tô. ISBN 978-7-21403-347-5.